# Colditz (Adelsgeschlecht)
Colditz (auch Kolditz) ist der Name eines alten sächsischen, auch in Böhmen, Mähren und Schlesien angesiedelten Adelsgeschlechts.

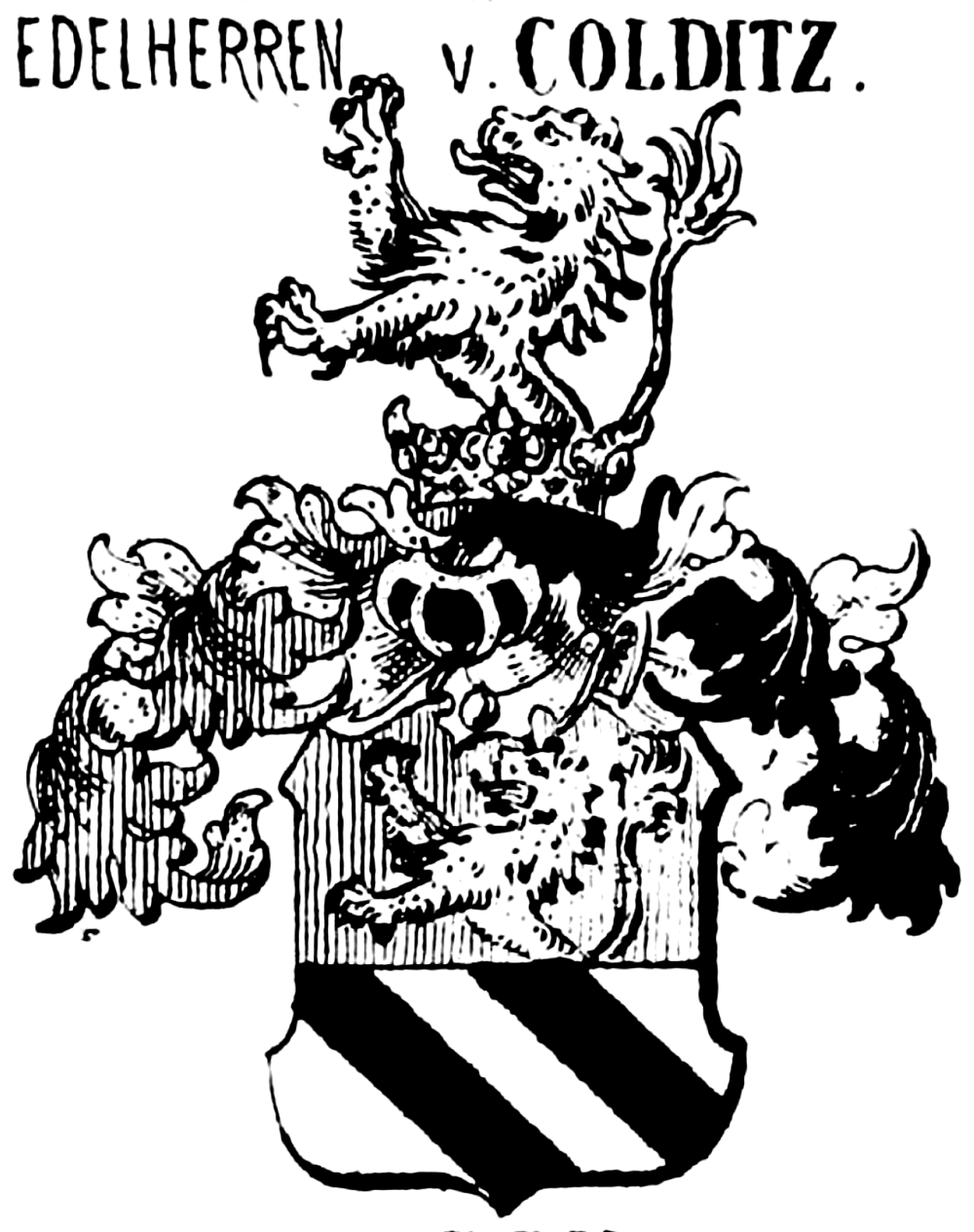
Wappen derer von Colditz

## Geschichte

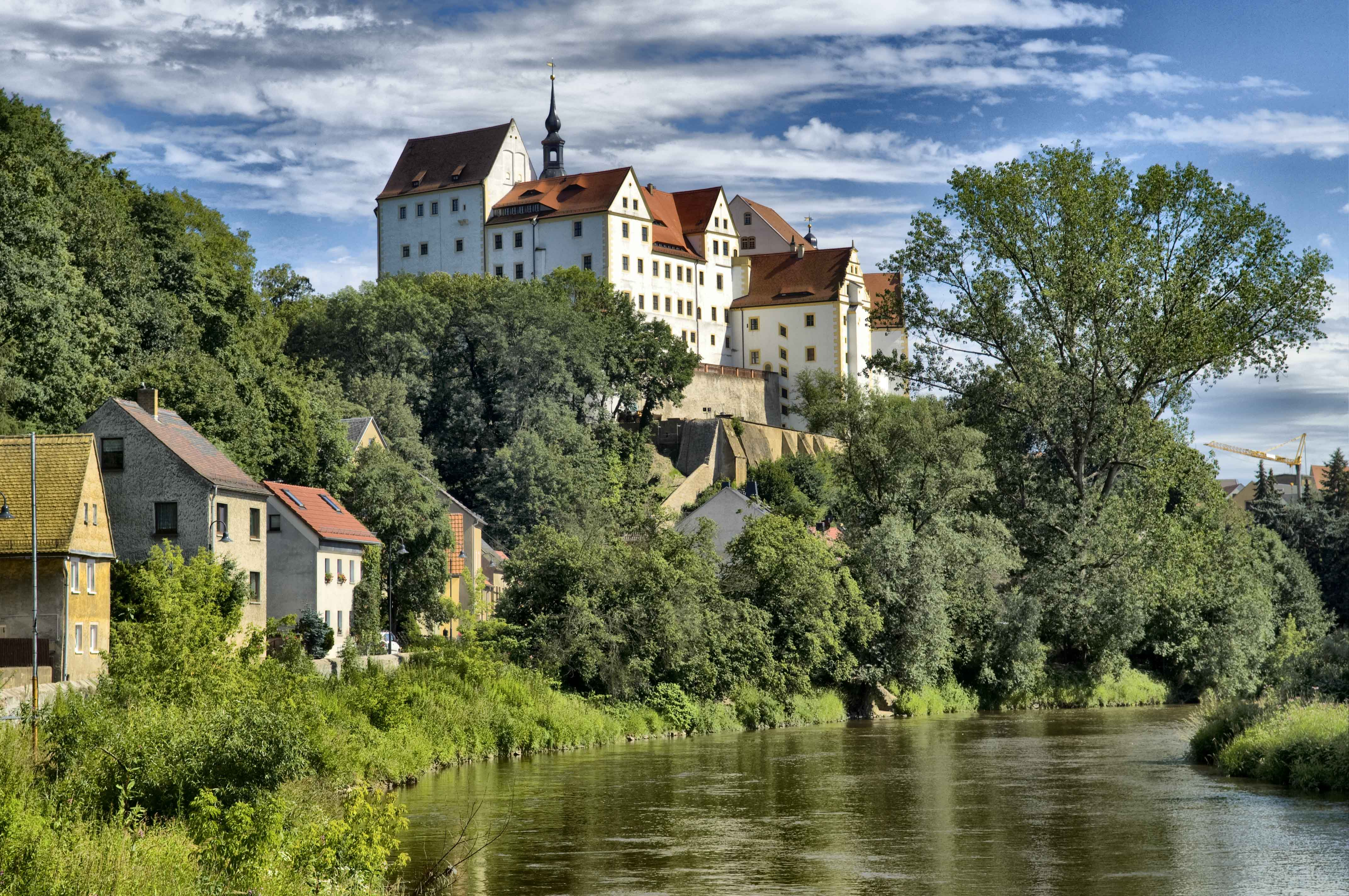
Schloss Colditz an der Zwickauer Mulde

Der Name des Geschlechtes geht auf den Ministerialen Thimo zurück, dessen Burg Colditz in Sachsen 1158 durch Kaiser Barbarossa als Teil des Pleißenlands zum Reichsgut erhoben wurde. Der sächsische Junker Thimo I. von Colditz erbaute im Jahr 1330 die Rosenburg in Graupen (Krupka). Sein Nachfolger war sein Sohn Thimo II. und der Enkel Thimo III. Graf Thimo II., Kammermeister bei Kaiser Karl IV. und Landeshauptmann der Oberlausitz und Schlesiens erbte 1341 beim Tod seines Vaters die Burg Graupen in Nordböhmen und verkaufte im Jahre 1364 die gerade in seinem Besitz befindliche Burg Hartenberg in Nordwestböhmen an Kaiser Karl IV. Thimo VII., war Marschall des Markgrafen Friedrichs des Strengen von Meißen und wurde 1369 Landeshauptmann von Breslau. Thimo VIII., seit 1348 Hofmarschall und Kämmerer des Kaisers Karl IV., erlangte große Bedeutung. Er erwarb 1378 die Herrschaft Eilenburg, 1379 die Pfandschaft Pirna und 1382 Neuseeberg in Böhmen. Die treuen Dienste Thimos VIII. für den Kaiser brachten ihm reichen Besitz in Böhmen. Bereits 1318 ist eine herrschaftliche Colditzer Münze beurkundet, in der einseitig geprägte Pfennige Dynastenbrakteaten geschlagen wurden.
Thimo V. auf Graupen verkaufte 1557 den Besitz Graupen an Kaspar von Schönburg.
Nach dem Stammbaum des britischen Königs Charles, gehören die von Colditz mit zu seinen Vorfahren. So in der 16. Generation Dorothea von Colditz (* 1480 – † 1520), in der 17. Generation Johanna von Colditz und Thimo von Colditz († 1508) sowie in der 18. Generation Hans von Colditz.
Nachdem die Herrschaft Colditz im Jahr 1404 an die Wettiner gefallen war, errichteten sie das Amt Colditz mit Sitz in Schloss Colditz. Die böhmische Linie soll nach 1620 ausgestorben sein.

## Persönlichkeiten
- Kolda von Colditz, Dominikaner
- Ulrich I. von Colditz († 1315), Bischof von Naumburg (1304–1315)
- Withego II. von Colditz († 1342), Bischof von Meißen (1312–1342)
- Thimo VII. von Colditz, Landvogt der Oberlausitz, um 1355–1366
- Thimo VIII. von Colditz (urkundlich 1354 bis 1374), seit 1348 Hofmarschall und Kämmerer des deutschen Kaisers und böhmischen Königs Karl IV
- Thimo von Colditz († 1410), Bischof von Meißen (1399–1410)
- Albrecht von Kolditz († 1448), Hauptmann von Schweidnitz-Jauer, Breslau und der Oberlausitz
- Volrad von Colditz (?): im Jahre 1248[3] als königlicher Landrichter im Pleißenland belegt

## Wappen
Das Wappen ist geteilt, unten auf Silber zwei schräge schwarze Balken, oben auf Rot wachsender goldener Löwe mit ausgestreckten Pranken. Auf dem Helm ein Löwe und ein Adler, was dem Wappen von Görlitz entspricht. Die Helmdecken sind rechts Rot und Gold und links Schwarz und Silber.
Im Wappen der Stadt Colditz ist das Wappen derer von Colditz anders dargestellt: oben ein wachsender schwarzer Löwe auf goldenem Grund, darunter drei nach rechts fallende(schräge) rote Balken auf silbernem(weißem) Grund: Colditzer Wappen.

### Zur Wappengenese
Der wachsende Löwe wurde offenbar dem Wappen des ursprünglichen staufischen Reichsgutes Pleißenland entlehnt. Dessen zentrale Verwaltung befand sich auf der Kaiserpfalz in Altenburg, dem heutigen Altenburger Schloss, wo die Burggrafen von Altenburg als Ministeriale saßen, deren Wappen(Rose) sich auch im Colditzer Stadtwappen findet (links).
Im erweiterten Wappen (von 1597) der verwandten Grafen von Stolberg finden sich ebenfalls wachsende schwarze Löwen auf goldenem Grund sowie in zwei anderen Feldern jeweils wachsende goldene Löwen auf rotem Grund: Stolberg (Adelsgeschlecht)#Wappen.

Wappen der Stadt Colditz mit enthaltenem Wappen derer von Colditz(rechts)
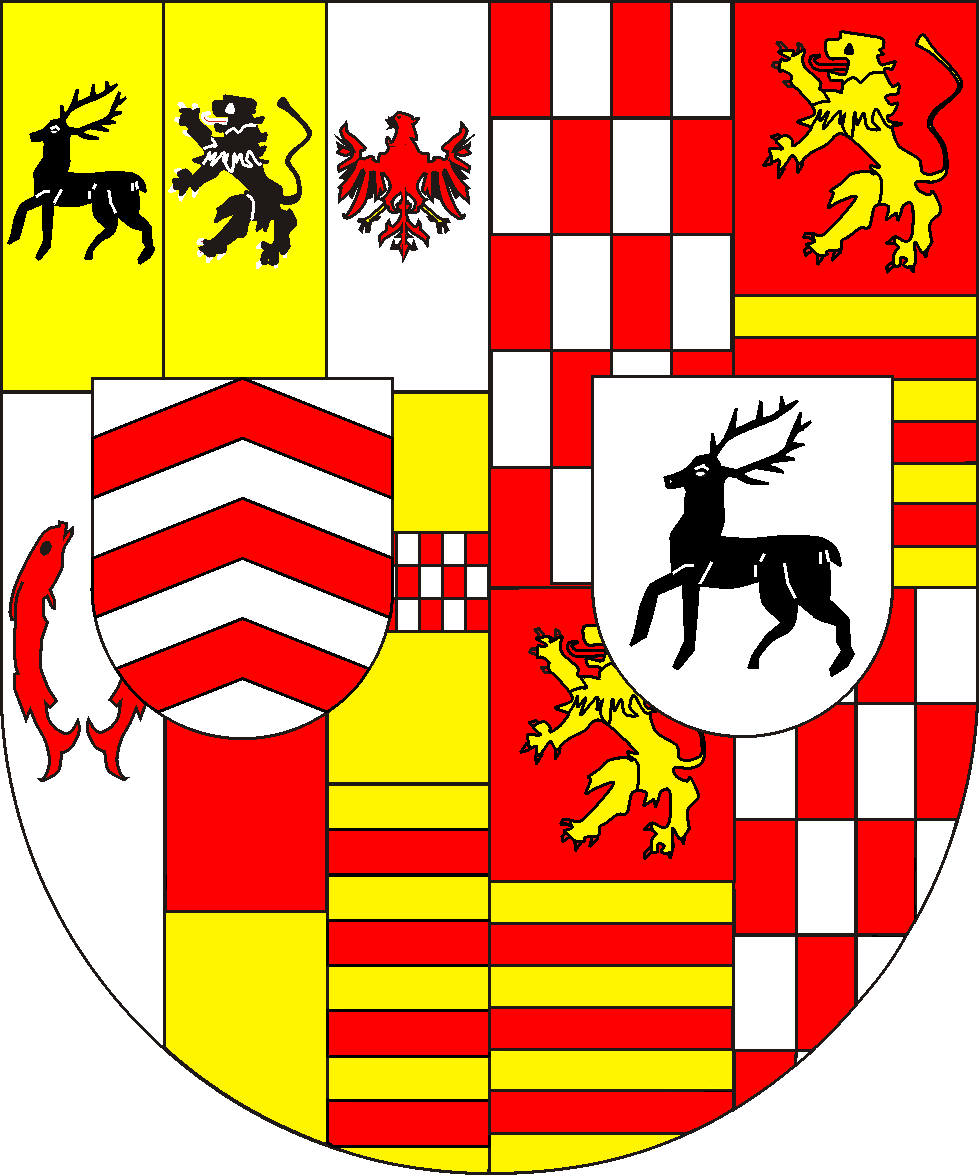
Grafen von Stolberg (Wappen 1597)
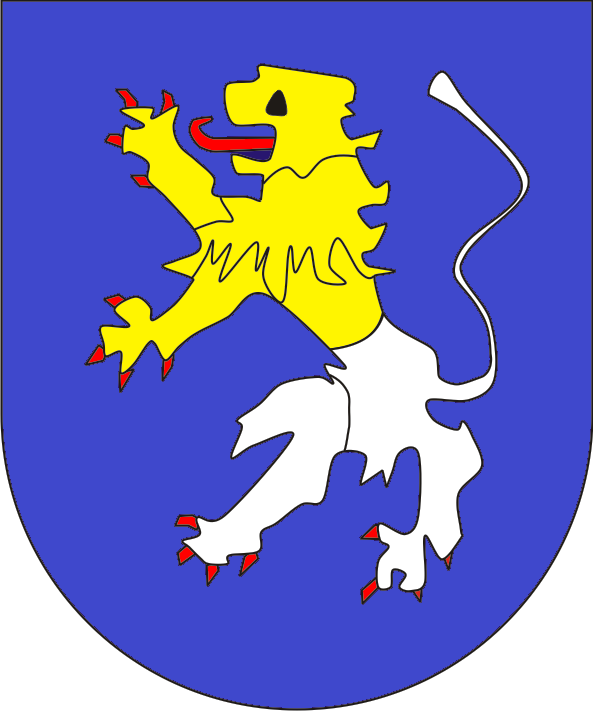
Wappen des staufischen Pleißenlandes

## Nebenlinien
Auf Burg Wolkenburg im Tal der Zwickauer Mulde saßen vor 1409 die „Herren von Wolkenburg“, eine Nebenlinie der Reichsministerialen von Colditz, die sich nach dieser Burg nannten. Belegt sind::
- Ulrich II. von Wolkenburg, 1215–1277
- Heinrich IV. von Wolkenburg im Jahre 1309
- Volrad V. von Wolkenburg starb 1338

Eine weitere Nebenlinie saß auf Wasserburg Breitenhain bei Lucka und nannte sich nach dieser Burg und Herrschaft. Schloss Breitenhain wurde 1981 in der DDR-Zeit abgerissen.
Bereits 1279 wurde ein Thimo von Breitenhain -aus der Familie derer von Colditz- urkundlich erwähnt.
Graf Heinrich IV. aus dem Hause Stollberg(Stolberg?) heiratet um 1270 Jutta von Breitenhain aus der Familie derer von Colditz.